# ۶۵ بره
۶۵ بره یک ستاره است که در صورت فلکی برج حمل قرار دارد.